# Трентон (Јужна Каролина)
Трентон (енгл. Trenton) град је у америчкој савезној држави Јужна Каролина.

## Демографија
По попису из 2010. године број становника је 196, што је 30 (-13,3%) становника мање него 2000. године.
| Група             | 2000.       | 2010.       |
| Белци             | 150 (66,4%) | 126 (64,3%) |
| Афроамериканци    | 69 (30,5%)  | 62 (31,6%)  |
| Азијати           | 0 (0,0%)    | 0 (0,0%)    |
| Хиспаноамериканци | 7 (3,1%)    | 8 (4,1%)    |
| Укупно            | 226         | 196         |